# Меруло, Клаудио
Клаудио Меру́ло (Merulo, прозвище [merulo, merlo — чёрный дрозд], настоящая фамилия Мерлотти — Merlotti; 8 апреля 1533, Корреджио, провинция Реджо-нель-Эмилия — 4 мая 1604, Парма) — итальянский композитор, органист, нотоиздатель, педагог.

## Биография
Начал учиться музыке в Брешиа, ученик Т. Менона, позднее Дж. Донати, совершенствовался в Венеции. В 1556 органист в Брешиа. С 1557 второй, в 1566—1584 первый органист собора святого Марка в Венеции (преемник А. Падовано). В 1566—1571 руководил музыкальным издательством (совместно с Ф. Бетанио), печатал сочинения Ф. Вердело, Дж. П. Палестрины, А. Габриели, О. Лассо и других. С 1586 органист в кафедральном соборе Пармы. Меруло ещё при жизни слыл крупнейшим органистом-виртуозом; собственноручно сконструировал небольшой орган, который поныне используется в Пармской консерватории.

## Творчество
Историческое значение имеют сочинения Меруло для органа, которые (наряду с сочинениями Андреа и Джованни Габриели) ознаменовали эпоху в развитии инструментальной музыки. Автор нескольких сборников клавирной музыки (напечатаны в 1567—1611), в том числе 2 сборника органных токкат (1598, 1604). До Меруло сочинения для органа выполняли скромную роль вступления к вокальным пьесам (в том числе других композиторов) либо были их переложениями; органные сочинения Меруло — самостоятельные композиции в специфическом «инструментальном» стиле.
Особенно значительны (наряду с 8 ричеркарами, 20 канцонами, 3 органными мессами) 19 токкат Меруло,- виртуозная музыка с детально разработанной фактурой, чередованием имитационной и аккордовой (гомофонной) техник, широким использованием вариаций как основного принципа тематического развития. Среди других сочинений: мадригалы на 3 — 5 голосов (на тексты Л. Ариосто, Т. Тассо, других известных поэтов итальянского Возрождения), мотеты на 4 — 6 голосов, в том числе две книги «Духовных песнопений» («Sacrae cantiones», 1578), четырёхголосные ансамблевые ричеркары (т.наз. «ricercari da cantare», сборники 1606, 1608), 6 полных месс и отдельные части ординария.
В светской и духовной вокальной музыке Меруло избегал сложностей имитационной полифонии, стремился к стройности формы, поделённой на разделы с чёткими каденциями, приближаясь к барочному концертному стилю. Среди учеников — Дж. Дирута, описавший технику игры и музыкальной композиции Меруло (и других органистов, например, А. и Дж. Габриели) в своей книге «Трансильванец» (Венеция, 1593 и 1609). Клавирный стиль Меруло оказал непосредственное влияние на инструментальную музыку Я. П. Свелинка, Дж. Фрескобальди и других видных композиторов эпохи барокко.

## Сочинения
- Claudii Meruli opera omnia, ed. by James Bastian // Corpus Mensurabilis Musicae, vol. 51/1-9. [s. l.], 1970—1996 (издание не закончено).